# Arantxa Parra Santonja
Arantxa Parra Santonja (València, 9 de novembre de 1982) és una tennista professional valenciana, retirada el 2019. Membre del Club Tennis Barcino, es proclamà campiona d'Espanya individual (2009) i en dobles (2008, 2009) amb Lourdes Domínguez.
En el seu palmarès hi ha onze títols de dobles del circuit WTA, havent participat en setze finals que li van permetre arribar al 22è lloc del rànquing de dobles, i va disputar dues finals individuals -a Acapulco el 2011 i a Oeiras el 2010-, arribant al 46è del rànquing.
Ha estat membre de l'equip espanyol de Copa Federació, on fou convocada en cinc eliminatòries, disputant un partit en individuals i tres partits en dobles (amb un balanç total de 4-0).
Després d'allunyar-se dels individuals el 2014, Parra Santonja va continuar el seu èxit de dobles associada amb la companya Anabel Garrigues Medina, amb qui va guanyar quatre títols: Anvers el 2015 i Acapulco, Monterrey i Estrasburg el 2016.

## Palmarès

### Individual: 2 (0−2)
| Llegenda                                  |
| ----------------------------------------- |
| Grand Slam (0−0)                          |
| WTA Tour Championships / WTA Finals (0−0) |
| Premier Mandatory (0−0)                   |
| Premier 5 (0−0)                           |
| Premier (0−0)                             |
| International (0−2)                       |

| Títols per superfície |
| --------------------- |
| Dura (0−0)            |
| Gespa (0−0)           |
| Terra batuda (0−2)    |

| Resultat  | Núm. | Data                 | Torneig           | Superfície   | Oponent              | Marcador    |
| --------- | ---- | -------------------- | ----------------- | ------------ | -------------------- | ----------- |
| Finalista | 1.   | 9 de maig de 2010    | Estoril, Portugal | Terra batuda | Anastasija Sevastova | 2−6, 5−7    |
| Finalista | 2.   | 26 de febrer de 2011 | Acapulco, Mèxic   | Terra batuda | Gisela Dulko         | 3−6, 6−7(5) |

### Dobles femenins: 27 (11−16)
| Abans de 2009                                        | Després de 2009         |
| ---------------------------------------------------- | ----------------------- |
| Grand Slam (0−0)                                     |                         |
| WTA Tour Championships (0−0)                         |                         |
| WTA Tournament of Champions / WTA Elite Trophy (0−1) |                         |
| Tier I (0−0)                                         | Premier Mandatory (0−1) |
| Tier II (0−0)                                        | Premier 5 (0−0)         |
| Tier III (1−1)                                       | Premier (2−3)           |
| Tier IV i V (2−2)                                    | International (6−8)     |

| Títols per superfície |
| --------------------- |
| Dura (4−8)            |
| Gespa (1−1)           |
| Terra batuda (6−7)    |

| Resultat   | Núm. | Data                  | Torneig                         | Superfície   | Parella                     | Oponents                                           | Marcador             |
| ---------- | ---- | --------------------- | ------------------------------- | ------------ | --------------------------- | -------------------------------------------------- | -------------------- |
| Finalista  | 1.   | 7 de juliol de 2003   | Palerm, Itàlia                  | Terra batuda | María José Martínez Sánchez | Adriana Serra Zanetti Emily Stellato               | 4−6, 2−6             |
| Finalista  | 2.   | 23 de febrer de 2004  | Bogotà, Colòmbia                | Terra batuda | María José Martínez Sánchez | Barbara Schwartz Jasmin Wöhr                       | 1−6, 3−6             |
| Guanyadora | 1.   | 3 de març de 2007     | Acapulco, Mèxic                 | Terra batuda | Lourdes Domínguez Lino      | Émilie Loit Nicole Pratt                           | 6−3, 6−3             |
| Finalista  | 3.   | 6 de maig de 2007     | Estoril, Portugal               | Terra batuda | Lourdes Domínguez Lino      | Andreea Ehritt-Vanc Anastassia Rodiónova           | 3−6, 2−6             |
| Guanyadora | 2.   | 16 de juny de 2007    | Barcelona, Espanya              | Terra batuda | Núria Llagostera            | Lourdes Domínguez Lino Flavia Pennetta             | 7−6, 2−6, [12−10]    |
| Guanyadora | 3.   | 14 de juny de 2008    | Barcelona (2)                   | Terra batuda | Lourdes Domínguez Lino      | Núria Llagostera María José Martínez Sánchez       | 4−6, 7−5, [10−4]     |
| Finalista  | 4.   | 10 de juny de 2009    | Auckland, Nova Zelanda          | Dura         | Núria Llagostera            | Nathalie Dechy Mara Santangelo                     | 6−4, 6−7(3), [10−12] |
| Finalista  | 5.   | 24 de febrer de 2009  | Acapulco                        | Terra batuda | Lourdes Domínguez Lino      | Núria Llagostera María José Martínez Sánchez       | 4−6, 2−6             |
| Finalista  | 6.   | 9 de gener de 2010    | Brisbane, Austràlia             | Dura         | Melinda Czink               | Andrea Hlaváčková Lucie Hradecká                   | 6−2, 6−7(3), [4−10]  |
| Finalista  | 7.   | 26 de febrer de 2011  | Acapulco (2)                    | Terra batuda | Lourdes Domínguez Lino      | Mariya Koryttseva Raluca Olaru                     | 7−5, 5−7, [7−10]     |
| Guanyadora | 4.   | 10 d'abril de 2011    | Marbella, Espanya               | Terra batuda | Núria Llagostera            | Sara Errani Roberta Vinci                          | 3−6, 6−4, [10−5]     |
| Finalista  | 8.   | 9 de juliol de 2011   | Båstad, Suècia                  | Terra batuda | Núria Llagostera            | Lourdes Domínguez Lino María José Martínez Sánchez | 3−6, 3−6             |
| Guanyadora | 5.   | 7 de gener de 2012    | Brisbane                        | Dura         | Núria Llagostera            | Raquel Kops-Jones Abigail Spears                   | 7−6(2), 7−6(2)       |
| Finalista  | 9.   | 4 de març de 2012     | Acapulco (3)                    | Terra batuda | Lourdes Domínguez Lino      | Sara Errani Roberta Vinci                          | 2−6, 1−6             |
| Guanyadora | 6.   | 2 de març de 2013     | Acapulco (2)                    | Terra batuda | Lourdes Domínguez Lino      | Catalina Castaño Mariana Duque Mariño              | 6−4, 7−6(1)          |
| Finalista  | 10.  | 21 de juny de 2013    | 's-Hertogenbosch, Països Baixos | Gespa        | Dominika Cibulková          | Irina-Camelia Begu Anabel Medina Garrigues         | 6−4, 6−7(3), [9−11]  |
| Finalista  | 11.  | 5 d'octubre de 2013   | Pequín, Xina                    | Dura         | Vera Dushevina              | Cara Black Sania Mirza                             | 2−6, 2−6             |
| Guanyadora | 7.   | 20 de juny de 2014    | 's-Hertogenbosch                | Gespa        | Marina Erakovic             | Michaëlla Krajicek Kristina Mladenovic             | 0−6, 7−6(5), [10−8]  |
| Finalista  | 12.  | 23 d'agost de 2014    | New Haven, Estats Units         | Dura         | Marina Erakovic             | Sílvia Soler Espinosa Andreja Klepač               | 5−7, 6−4, [7−10]     |
| Finalista  | 13.  | 18 d'octubre de 2014  | Moscou, Rússia                  | Dura (i)     | Caroline Garcia             | Martina Hingis Flavia Pennetta                     | 3−6, 5−7             |
| Guanyadora | 8.   | 15 de febrer de 2015  | Anvers, Bèlgica                 | Dura (i)     | Anabel Medina Garrigues     | An-Sophie Mestach Alison Van Uytvanck              | 6−4, 3−6, [10−5]     |
| Finalista  | 14.  | 9 d'agost de 2015     | Stanford, Estats Units          | Dura         | Anabel Medina Garrigues     | Xu Yifan Zheng Saisai                              | 1−6, 3−6             |
| Finalista  | 15.  | 25 d'octubre de 2015  | Luxemburg, Luxemburg            | Dura (i)     | Anabel Medina Garrigues     | Mona Barthel Laura Siegemund                       | 2−6, 6−7(2)          |
| Finalista  | 16.  | 2 de novembre de 2015 | Zhuhai, Xina                    | Dura (i)     | Anabel Medina Garrigues     | Liang Chen Wang Yafan                              | 4−6, 3−6             |
| Guanyadora | 9.   | 27 de febrer de 2016  | Acapulco (3)                    | Dura         | Anabel Medina Garrigues     | Kiki Bertens Johanna Larsson                       | 6−0, 6−4             |
| Guanyadora | 10.  | 6 de març de 2016     | Monterrey, Mèxic                | Dura         | Anabel Medina Garrigues     | Petra Martić Maria Sanchez                         | 4−6, 7−5, [10−7]     |
| Guanyadora | 11.  | 21 de maig de 2016    | Estrasburg, França              | Terra batuda | Anabel Medina Garrigues     | María Irigoyen Liang Chen                          | 6−2, 6−0             |

## Trajectòria

### Individual
| Open d'Austràlia | A   | Q1 | 1R | 1R  | 2R  | Q1  | A   | A  | 1R | 1R  | Q2  | Q2  | A   | 0 / 5     | 1 – 5     |
| Roland Garros | A   | Q1 | 3R | 2R  | 1R  | A   | A   | A  | 2R | 1R  | Q2  | Q3  | A   | 0 / 5     | 4 – 5     |
| Wimbledon | A   | 2R | 2R | 1R  | Q2  | A   | A   | 2R | 2R | 1R  | A   | A   | A   | 0 / 6     | 4 – 6     |
| US Open | Q1  | 2R | 2R | 1R  | Q1  | A   | A   | A  | 1R | Q1  | A   | Q1  | A   | 0 / 4     | 2 – 4     |
| Rànquing a final d'any | 184 | 68 | 70 | 107 | 173 | 356 | 359 | 91 | 64 | 118 | 255 | 219 | 392 | 386 – 332 | 386 – 332 |
| Llegenda: G: Guanyadora; F: Finalista; SF: Semifinalista; QF: Quarts de final; Q: Qualificació; A: Absent; RR: Round Robin; |     |    |    |     |     |     |     |    |    |     |     |     |     |           |           |

### Dobles femenins
| Open d'Austràlia | A   | 1R  | A   | A  | 1R | 2R | 1R | 1R | 2R | 3R | 2R | 1R | 3R | A  | 2R | 0 / 11    | 8 – 11    |
| Roland Garros | 1R  | 2R  | A   | 2R | 1R | 2R | 1R | 2R | 3R | 2R | QF | 1R | 1R | 1R | 2R | 0 / 14    | 11 – 14   |
| Wimbledon | 1R  | 1R  | A   | 2R | 1R | 1R | 1R | QF | 1R | 2R | 1R | 3R | 3R | 2R | 2R | 0 / 14    | 11 – 14   |
| US Open | 1R  | A   | A   | 1R | 1R | 1R | 1R | 2R | A  | 1R | 2R | 2R | 2R | 2R | A  | 0 / 11    | 5 – 11    |
| Rànquing a final d'any | 151 | 195 | 138 | 73 | 81 | 60 | 60 | 34 | 53 | 35 | 30 | 37 | 34 | 90 | 92 | 343 – 306 | 343 – 306 |
| Llegenda: G: Guanyadora; F: Finalista; SF: Semifinalista; QF: Quarts de final; Q: Qualificació; A: Absent; RR: Round Robin; |     |     |     |    |    |    |    |    |    |    |    |    |    |    |    |           |           |